# Hendrick ter Brugghen

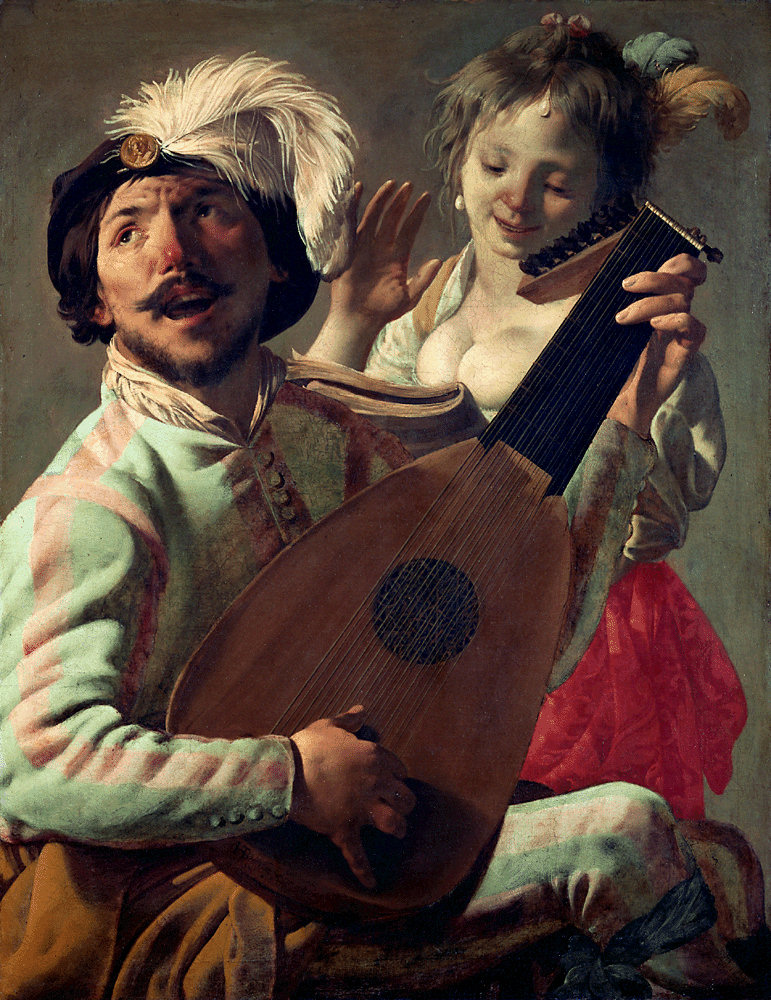
Het duo, 1628, Musée du Louvre, Parijs.

Hendrick Jansz. ter Brugghen of Terbrugghen (vermoedelijk Den Haag, 1588 – Utrecht, 1 november 1629) was een Nederlands schilder, die gerekend wordt tot de Utrechtse caravaggisten.

## Leven
Over het leven van Hendrick ter Brugghen is weinig bekend. Wat door onderzoek naar boven is gekomen laat zich door het onderstaande samenvatten.
Ter Brugghens ouders waren woonachtig geweest in Utrecht, maar zijn vader Jan Egbertsz. ter Brugghen was sinds 1585 een deurwaarder in dienst van de Staten van Holland. Daarom wordt meestal verondersteld dat Hendrick in Den Haag is geboren. Hij kwam in de leer bij Abraham Bloemaert in Utrecht. Nadat hij rond 1607 mogelijk als soldaat had gediend, maakte hij een studiereis naar Italië. Daar gaven op dat moment de werken van Caravaggio de toon aan. Het is onwaarschijnlijk dat de twee schilders elkaar hebben ontmoet, aangezien Caravaggio in 1606 uit Rome was gevlucht en op Sicilië leefde. Van zijn verblijf in Italië zijn geen documenten of schilderijen overgeleverd.
In de vroege herfst van 1614 keerde Ter Brugghen terug naar Utrecht en in 1616 werd hij daar ingeschreven als lid van het Sint-Lucasgilde. In hetzelfde jaar trouwde hij met Jacomijna Verbeeck, de stiefdochter van zijn oudere broer, de herbergier Jan Jansz. ter Brugghen. Uit dit huwelijk zouden acht kinderen geboren worden. Het gezin vestigde zich in een huis aan de Snippenvlucht, het bebouwde stukje Oudegracht tussen Stadhuisbrug en Bakkerbrug. Hier zou Ter Brugghen in 1627 zijn bezocht door Rubens tijdens diens korte verblijf in Utrecht. Ter Brugghen overleed op relatief jonge leeftijd, waarschijnlijk aan de pest. Hij werd begraven in de Buurkerk te Utrecht.

## Werk

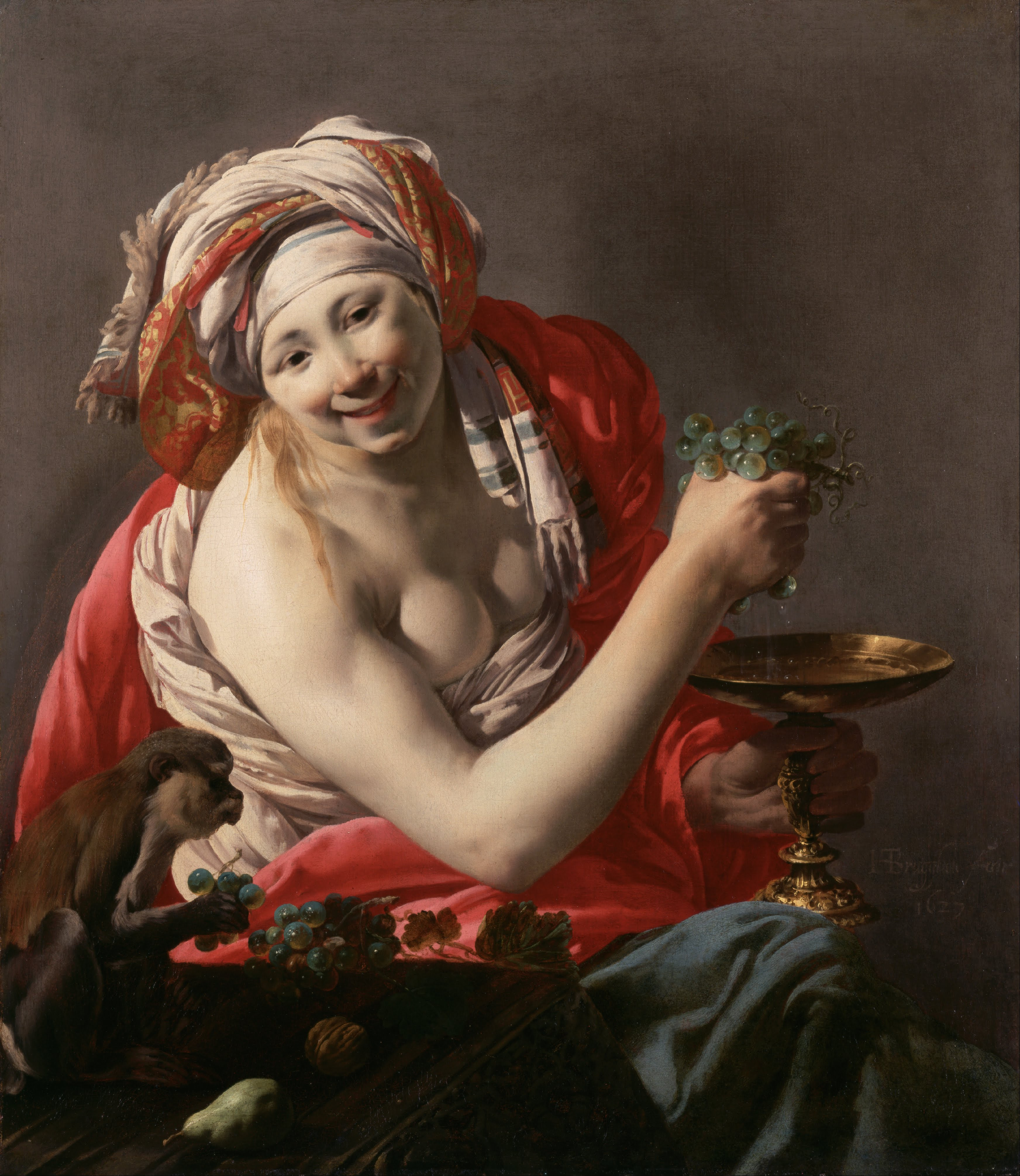
Bacchante met een aap

Traditioneel wordt de Aanbidding van de koningen uit 1619 beschouwd als het oudst gedateerde en gesigneerde schilderij van Ter Brugghen. Sommige kunsthistorici beschouwen het schilderij Berouwvolle Petrus als zijn oudst bekende werk, maar hierover is geen consensus. Hij schilderde met name zogenaamde historiestukken, in zijn geval vooral Bijbelse taferelen. Opvallend daarbij is dat hij soms expliciet katholieke onderwerpen uitbeeldde, hoewel hij in een gereformeerde kerk trouwde. En in elk geval vier van zijn kinderen (alleen van vier is de registratie bewaard gebleven) zijn daar ook gedoopt. Daarnaast zijn er vele genrestukken van zijn hand, vaak eenfigurige muzikanten en drinkers, zoals die veel door de caravaggisten werden uitgebeeld.
Ter Brugghen moet in Italië niet alleen de invloed van Caravaggio hebben ondergaan. Van diens navolger Orazio Gentileschi lijkt hij een iets koeler palet en een minder dramatische lichtbehandeling overgenomen te hebben, en van Bartolommeo Manfredi de voorliefde voor het uitbeelden van muzikanten ten halve lijve. Kort na 1620 wordt zijn werk merkwaardig genoeg uitgesprokener caravaggistisch. Voor een tweede reis naar Italië, die weleens als verklaring is aangevoerd, bestaan geen aanwijzingen. Mogelijk werd hij beïnvloed door de terugkeer uit Italië van Gerard van Honthorst en Dirck van Baburen rond die tijd.
Uit de werken van Ter Brugghen en Baburen blijkt een opvallende verwantschap in schildertrant. Dat heeft de indruk gegeven dat ze mogelijk een atelier deelden. Hiervoor ontbreekt echter elk feitelijk bewijs. De overeenkomsten in hun werk kunnen ook een gevolg zijn van het gegeven dat ze niet alleen door Caravaggio werden beïnvloed, maar met name ook door Jusepe de Ribera.
Toch behield Ter Brugghen steeds een zeer persoonlijke stijl, duidelijk geënt op de Nederlandse traditie. Soms zijn in zijn werk merkwaardige, middeleeuws aandoende elementen aanwijsbaar. Zijn beste schilderijen vallen op door een subtiel kleurgebruik, waarin weinig gebruikte combinaties voorkomen. Hoewel Ter Brugghen bewust variatie aanbracht in zijn schilderstijl, is er van een duidelijke lineaire ontwikkeling nauwelijks sprake. Dit maakt het moeilijk ongedateerde werken chronologisch te plaatsen.

## Reputatie
Ter Brugghen schijnt tijdens zijn leven een goede reputatie te hebben gehad. Constantijn Huygens roemt hem als een van de beste Nederlandse historieschilders, en men veronderstelt dat Vermeer door zijn kleurgebruik werd beïnvloed. Toch zal hij in Utrecht in de schaduw van de zeer succesvolle Honthorst hebben gestaan. Later in de zeventiende eeuw liet Joachim von Sandrart zich kritisch over hem uit in zijn boek Teutsche Academie der Edlen Bau-, Bild- und Mahlerey-Künste (1675):
"Weil er aber nach seiner eignen Inclination zwar durch tiefsinnige, jedoch schwermütige Gedanken in seinen Werken die Natur und derselben unfreundliche Mängel sehr wohl, aber unangenehm gefolgt, so hat auch ein unfreundliches Glück seine Wolfart biss ins Grab zu seinem Schaden verfolgt."
(Daar hij echter, naar zijn eigen geneigdheid, weliswaar door diepzinnige, maar toch zwaarmoedige gedachten, in zijn werken de natuur en haar onvriendelijke gebreken heel goed, maar onaangenaam heeft gevolgd, heeft ook een onvriendelijk lot zijn welvaart tot in zijn graf tot zijn nadeel achtervolgd.)
Om iets aan de tanende reputatie van Hendrick ter Brugghen te doen, liet diens enig overgebleven zoon Richard ter Brugghen rond 1707 een pamflet verschijnen waarin hij fel uithaalde naar Von Sandrart, en propaganda voor zijn vader maakte. Zo schreef hij dat Rubens bij zijn bezoek aan Utrecht
"heeft verklaart, de Nederlanden nu te hebben dorreist, en een schilder te hebben gesocht, en maar een, met name Henrik ter Brugghen te hebben gevonden: 't welk noch huydendaags, altijd [...] onder de schilders en groote kunstkenders tot sijn eer en lof werd verhaalt."
Toch raakte Ter Brugghen in de volgende eeuwen in de vergetelheid. Tegenwoordig is Hendrick ter Brugghen echter de meest gewaardeerde zeventiende-eeuwse schilder uit Utrecht. Schilderijen van hem bevinden zich in musea verspreid over de hele wereld.

## Grafschrift

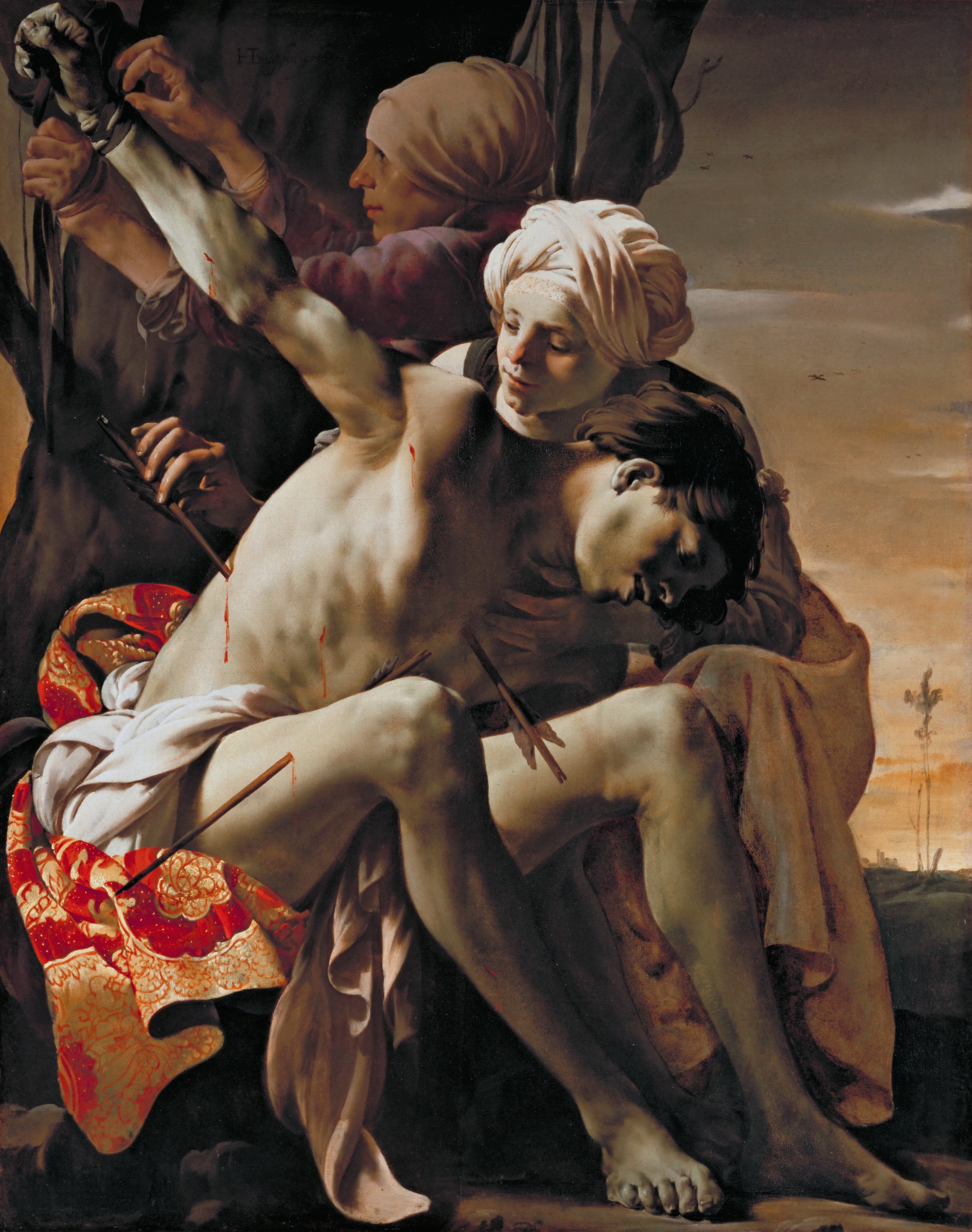
De heilige Sebastiaan door Irene verzorgd uit 1625, 149 x 119,4 cm, Allen Memorial Art Museum

Volgens Arnold Houbraken bevond het volgende grafschrift zich in de Utrechtse Buurkerk:
Hier leit TER BRUGGEN, door de Doodt
Verrast en overrompelt,
Van 't dierbaar levenslicht ontbloot,
In 't duister graf gedompelt
Daat 't vleesch vergaat tot stof.
Doch egter blyft de lof
Van 't geen hy heeft bedreven,
Ten spyt der Afgunst, leven.

## Schilderijen van Hendrick ter Brugghen

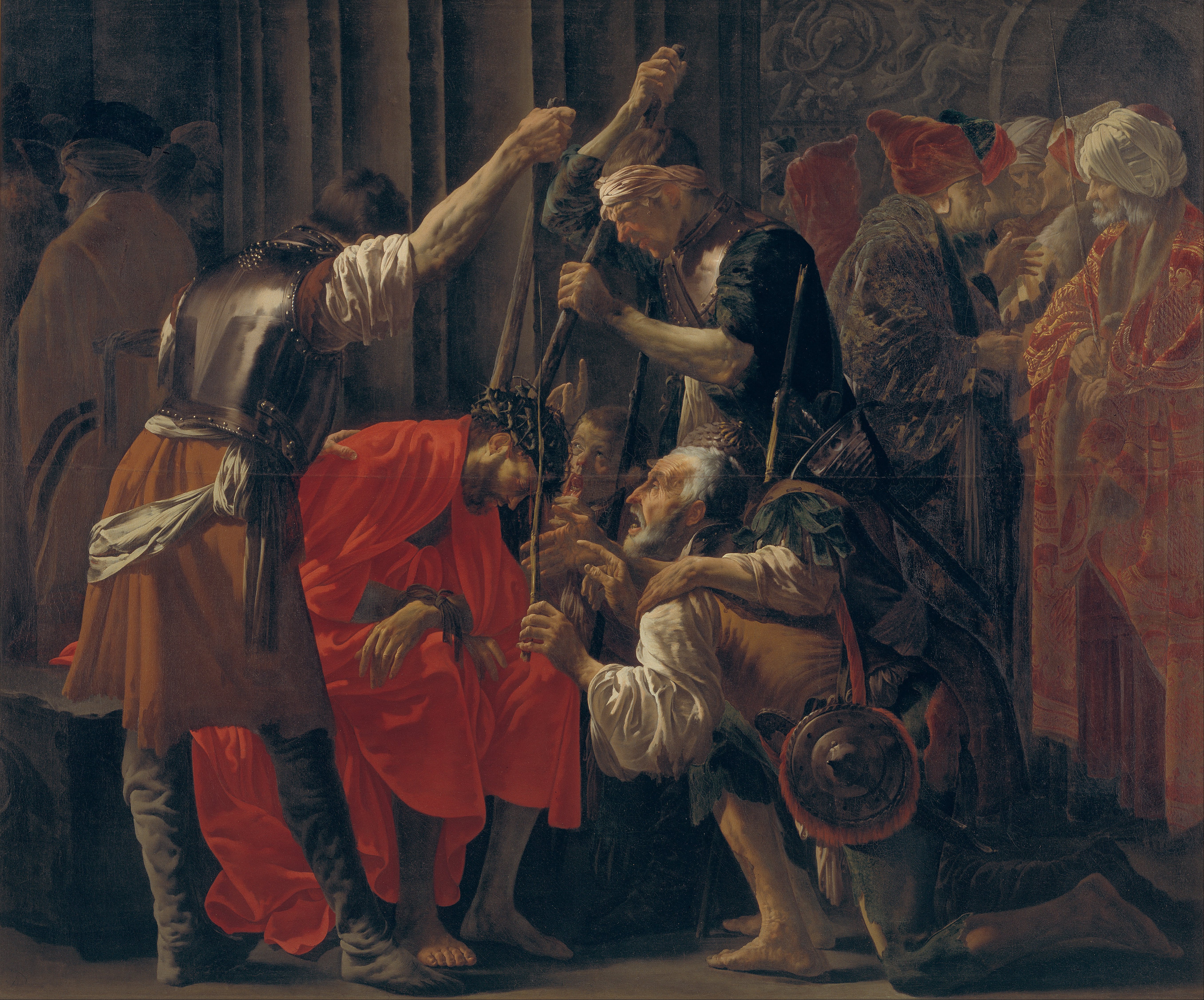
De doornenkroning, 1620

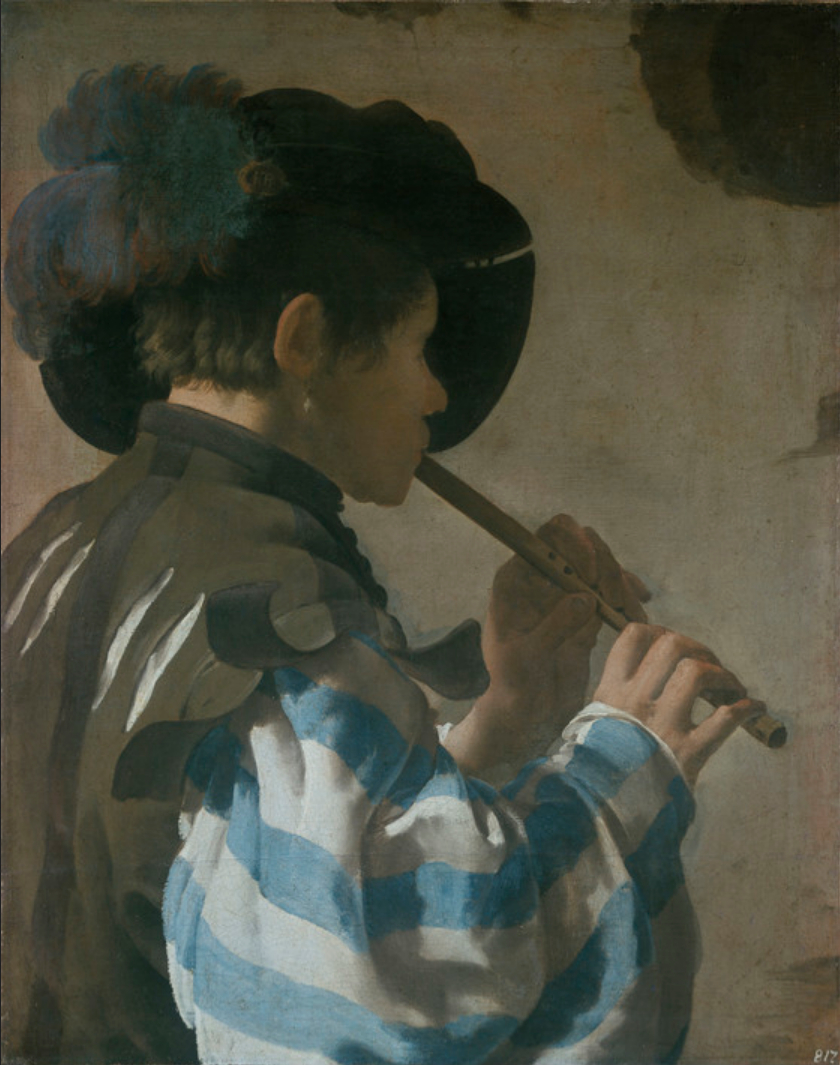
Fluitspeler, 1621

### In Nederlandse musea
Utrecht, Centraal Museum:
- De roeping van Mattheus, 1621
- De rijke man en de arme Lazarus, 1625
- De vrolijke drinker, ca. 1625
- Slapende Mars, 1629

Amsterdam, Rijksmuseum:
- De aanbidding der koningen, 1619
- De ongelovige Thomas, ca. 1621/24
- De treurende filosoof Heraclitus, 1628
- De lachende filosoof Democritus, 1628

Den Haag, Mauritshuis:
- De bevrijding van Petrus, 1624

Rotterdam, Museum Boijmans Van Beuningen :
- De heilige Hiëronymus, 1625(?)

Deventer, Historisch Museum Deventer:
- De evangelist Lucas, 1621
- De evangelist Mattheus, 1621
- De evangelist Marcus, 1621
- De evangelist Johannes, 1621

### In Belgische musea
Diest, Stadsmuseum De Hofstadt:
- De annunciatie, 1629

### Enkele meesterwerken wereldwijd
- De doornenkroning, 1620 (Kopenhagen, Statens Museum for Kunst)
- Fluitspeler, 1621 (Kassel, Staatliche Museen, Gemäldegalerie Alte Meister)
- Sebastiaan verzorgd door Irene, 1625 (Oberlin, Ohio, Allen Memorial Art Museum)
- De kruisiging met Maria en Johannes, ca. 1625 (New York, Metropolitan Museum of Art)
- Musicerend gezelschap, ca. 1626 (Londen, National Gallery)
- Esau verkoopt zijn eerstgeboorterecht, ca. 1627 (Madrid, Museo Thyssen-Bornemisza)
- Jacob, Laban en Lea, ca. 1628 (Keulen, Wallraf-Richartz-Museum)